# Bezzia chilensis
Bezzia chilensis är en tvåvingeart som beskrevs av Gustavo R. Spinelli och Ronderos 2001. Bezzia chilensis ingår i släktet Bezzia och familjen svidknott. Inga underarter finns listade i Catalogue of Life.